# Rodrigo Bacellar
Rodrigo da Silva Bacellar (Campos dos Goytacazes, 5 de abril de 1980) é um advogado, político brasileiro e presidente da ALERJ, filiado ao União Brasil (UNIÃO) desde março de 2024. Foi secretário de Estado do governo do Rio de Janeiro e atualmente é deputado estadual.
Nas eleições de 2018, concorreu a deputado estadual pelo Solidariedade e foi eleito com 26.135 votos.
Rodrigo Bacellar foi reeleito em 2022 pelo PL, com 97.822 votos, e está em seu segundo mandato na ALERJ. Em 2 de fevereiro de 2023, foi eleito presidente da Assembleia Legislativa para o biênio 2023-24, com 56 votos.Em 1º de fevereiro de 2025, foi reeleito por unanimidade presidente da ALERJ para o biênio 2025–2026, com todos os 70 votos da casa.

## Biografia
Nasceu em Campos dos Goytacazes, no dia 05 de abril de 1980. É advogado e possui MBA em Gestão Pública, Pós-graduação em Direito Constitucional e Pós-graduação em Prática de Direito Administrativo Avançada. É filho de Marcos Bacellar, ex-vereador em Campos por três mandatos. 
Começou na política aos 14 anos, quando fez parte do Grêmio Estudantil do Liceu de Humanidade de Campos. Aos 17, já como aluno do curso de Direito da Universidade Estácio de Sá, foi presidente do Diretório Acadêmico.  
Foi assessor da Secretaria Geral de Planejamento do Tribunal de Contas do Estado do Rio de Janeiro (TCE) entre 2007 e 2009. Já entre os anos de 2009 e 2011 foi presidente da Fundação Estadual do Norte Fluminense (FENORTE). 
Em 2010, ele e o pai foram acusados de liderar esquemas de corrupção na prefeitura de Cambuci. Eles teriam alugado a prefeitura por 180 mil reais mensais para comandar as operações do governo municipal. No julgamento do caso, em 2012, o Tribunal de Justiça do Estado do Rio de Janeiro afastou o prefeito da cidade, Oswaldo Botelho, mas nada ocorreu com Marcos e Rodrigo Bacellar.

## Carreira política
Em 16 de agosto de 2018, Bacellar lançou sua primeira candidatura a deputado estadual pelo Solidariedade, sendo eleito com 26.135 votos. Também foi o líder da bancada do partido na ALERJ.

### Deputado estadual
Rodrigo Bacellar foi o autor da lei 9.206/21, que autoriza hospitais, clínicas e demais unidades de saúde públicas e privadas do estado a realizarem o “Teste do Bracinho” em crianças a partir de três anos durante consultas pediátricas, e da lei 9.450/21, que concedeu o direito ao recebimento do auxílio-saúde e do auxílio-educação aos servidores da Universidade Estadual do Norte Fluminense Darcy Ribeiro (UENF).
Em fevereiro de 2023, Bacellar foi eleito presidente da ALERJ para o biênio 2023-24, com 56 votos, após o correligionário Jair Bittencourt retirar sua candidatura.
Em fevereiro de 2024, votou a favor do fim do afastamento da deputada Lucinha, determinado pelo Tribunal de Justiça do estado por ela ser acusada de possuir ligações com milicianos.

#### Relatoria da comissão doimpeachmentde Wilson Witzel
Rodrigo Bacellar foi o relator do processo de impeachment contra o governador afastado do Rio de Janeiro, Wilson Witzel, do PSC, em 2020. O relatório pela admissibilidade da denúncia conclui que Witzel cometeu crime de responsabilidade em situações como na contratação de organizações sociais para gerir serviços de saúde e na compra superfaturada de respiradores para serem usados durante a pandemia de covid-19.
Em diversos trechos, o relatório fez referência ao processo de reaqualificação da Organização Social Unir. Proibida de administrar unidades de saúde do estado, a empresa foi reabilitada por Witzel – de acordo com o Ministério Público Federal, por meio de um ajuste ilícito. Indícios de fraudes na contratação dos hospitais de campanha também foram mencionados pelo relator, que recheou o parecer favorável ao impeachment de trechos das denúncias do MPF no âmbito das Operações Favorito e Tris in Idem. Bacellar também afirmou que Witzel “agiu dolosamente contra os interesses públicos e em benefício de interesses privados” ao abrir mão de usar os mecanismos de controle do Estado e de ir contra informações técnicas que iam na contramão de suas decisões.
Com a apresentação do relatório, que fez com o processo de impeachment fosse admitido, o Tribunal Especial Misto votou de forma unânime para tirar Wilson Witzel do cargo de governador do Rio de Janeiro. Os dez julgadores - cinco deputados e cinco desembargadores - votaram pelo impeachment. Eram necessários sete para o impeachment ser confirmado. O tribunal também decidiu que Witzel ficasse inelegível por 5 anos - dos julgadores, apenas o deputado Alexandre Freitas (Novo) divergiu e votou pelo afastamento de 4 anos.

### Secretaria de Governo do Estado do Rio de Janeiro
Em 28 de maio de 2021, Rodrigo Bacellar foi nomeado pelo governador Cláudio Castro (PL) para assumir a Secretaria de Estado de Governo do Rio de Janeiro, assumindo a pasta no lugar de André Lazaroni.
Durante sua gestão, Bacellar anunciou o início de uma licitação para adquirir mais de 400 novos veículos para o programa Segurança Presente. Também esteve envolvido na criação do programa RJ Para Todos, que visa contribuir com o desenvolvimento econômico e social do estado.
Foi reeleito em 2022 pelo PL, com 97.822 votos.